# Prințul Alfonso, Conte de Caserta
Prințul Alfonso Maria Giuseppe Alberto de Bourbon-Două Sicilii, Conte de Caserta (28 martie 1841 - 26 mai 1934) a fost al treilea fiu al regelui Ferdinand al II-lea al Celor Două Sicilii și a celei de-a doua soții, Maria Tereza de Austria.

## Moștenitor al tronului
Născut la Caserta, Alfonso a fost al patrulea în linia de succesiune al tronul celor Două Sicilii la momentul nașterii sale. Înaintea lui, în linie, erau: fratele său vitreg Francisc al II-lea al Celor Două Sicilii și frații săi mai mari Prințul Louis și Prințul Alberto. La 12 iulie 1844, Alberto, în vârstă de aproape cinci ani, a murit iar Prințul Alfonso a devenit al treilea în linia de succesiune.
La 22 mai 1859, Ferdinand al II-lea a murit. Francisc în vârstă de 23 de ani a devenit rege însă nu avea copii cu soția sa Maria Sofia de Bavaria. Prințul Louis a devenit moștenitor prezumptiv iar Alfonso al doilea în linie.
Regatul celor Două Sicilii a fost cucerit prin Expediția celor O Mie condusă de Giuseppe Garibaldi în 1861. Casa regală detronată a supraviețuit avându-l încă pe Francisc ca șef al Casei. La 8 iunie 1886, Louis a murit. Singura lui fiică, prințesa Maria Tereza, nu era în linia de succesiune deoarece femeile erau excluse de la succesiune. Alfonso în vârstă de 45 de ani a devenit moștenitor prezumptiv al lui Francisc.
La 27 decembrie 1894, Francisc al II-lea a murit iar Alfonso a devenit șef al Casei de Bourbon-Două Sicilii. El a murit la Cannes în 1934.

## Căsătorie și copii
Alfonso s-a căsătorit cu verișoara lui, Prințesa Maria Antonietta de Bourbon-Două Sicilii (1851–1938), la 8 iunie 1868. Ea era fiica Prințului Francis, Conte de Trapani și a Maria Isabella, Prințesă de Toscana. Bunicii ei paterni erau Francisc I al celor Două Sicilii și cea de-a doua soție, Maria Isabela a Spaniei. Bunicii ei materni erau Leopold al II-lea, Mare Duce de Toscana și cea de-a doua soție, Prințesa Maria Antonia a celor Două Sicilii.
Alfonso și Maria Antonietta au avut 12 copii:
- Prințul Ferdinand Pius de Bourbon-Două Sicilii, Duce de Calabria (25 iulie 1869 – 17 ianuarie 1960); s-a căsătorit cu Prințesa Maria Ludwiga Theresia de Bavaria, fiica regelui Ludwig al III-lea al Bavariei. Cuplul a avut șase copii.
- Prințul Carlos de Bourbon-Două Sicilii (10 noiembrie 1870 – 11 noiembrie 1949); s-a căsătorit prima dată cu Mercedes, Prințesă de Asturia, fiica regelui Alfonso al XII-lea al Spaniei. Cuplul a avut trei copii. S-a recăsătorit cu Prințesa Louise de Orléans, fiica Prințului Philippe de Orléans, Conte de Paris, cu care a avut patru copii.
- Prințul Francesco di Paola de Bourbon-Două Sicilii (14 iulie 1873 – 26 iunie 1876)
- Prințesa Maria Immacolata de Bourbon-Două Sicilii (30 octombrie 1874 – 28 noiembrie 1947); s-a căsătorit cu Prințul Johann Georg de Saxonia, fiu al regelui George al Saxoniei; nu au avut copii.
- Prințesa Maria Cristina de Bourbon-Două Sicilii (10 aprilie 1877 – 4 octombrie 1947); s-a căsătorit cu Arhiducele Peter Ferdinand de Austria, Prinț de Toscana, fiu al lui Ferdinand al IV-lea, Mare Duce de Toscana. Cuplul a avut patru copii.
- Prințesa Maria di Grazia de Bourbon-Două Sicilii (12 august 1878 – 20 iunie 1973); s-a căsătorit cu Prințul Luís de Orléans-Braganza, fiu al Prințului Gaston de Orléans, Conte de Eu. Cuplul a avut trei copii.
- Prințesa Maria Giuseppina de Bourbon-Două Sicilii (25 februarie 1880 – 22 iulie 1971)
- Prințul Gennaro de Bourbon-Două Sicilii (24 ianuarie 1882 – 11 aprilie 1944); s-a căsătorit cu Beatrice Bordessa, contesă de Villa Colli; nu au avut copii.
- Prințul Ranieri, Duce de Castro (1883–1973); s-a căsătorit cu contesa Maria Carolina Zamoyska, fiica lui Andrzej Przemysław Zamoyski, conte Zamoyski. Cuplul a avut doi copii.
- Prințul Filippo de Bourbon-Două Sicilii (10 decembrie 1885 – 9 martie 1949); s-a căsătorit cu Prințesa Marie Louise de Orléans, fiica Prințului Emmanuel de Orléans, Duce de Vendôme. Cuplul a avut un copil. S-a recăsătorit cu Odette Labori cu care nu a avut copii.
- Prințul Francesco d'Assisi de Bourbon-Două Sicilii (13 ianuarie 1888 – 26 martie 1914)
- Prințul Gabriel de Bourbon-Două Sicilii (1 ianuarie 1897 – 22 octombrie 1975); s-a căsătorit cu prințesa Malgorzata Izabella Czartoryska, fiica prințului Adam Ludwik Czartoryski; cuplul a avut un copil. S-a recăsătorit cu prințesa Cecylia Lubomirska, fiica prințului Kasimierz Lubomirski.[2] Cuplul a avut patru copii.